# 4-(2-氨基乙基)哌嗪-1-甲酸叔丁酯
4-(2-氨基乙基)哌嗪-1-甲酸叔丁酯是一种有机化合物，化学式为C11H23N3O2。它可由哌嗪乙胺和二碳酸二叔丁酯在4-甲基-2-戊酮中反应制得。它和4-甲基苯甲酰氯在三乙胺存在下于二氯甲烷中反应，可以得到N-(4-甲基苯甲酰基)-2-(4-叔丁氧羰基哌嗪基)乙胺。